# Ніка-Тера
Морськи́й спеціалізо́ваний порт Ні́ка-Те́ра (англ. Sea Specialized Port 'Nika-Tera') — це диверсифікований порт, який в регіоні надає стивідорні послуги з перевалки, зберігання, підготовки та відправки різних вантажів. Площа підхідного каналу та операційної акваторії порту становить 67,4 га.

## Розташування

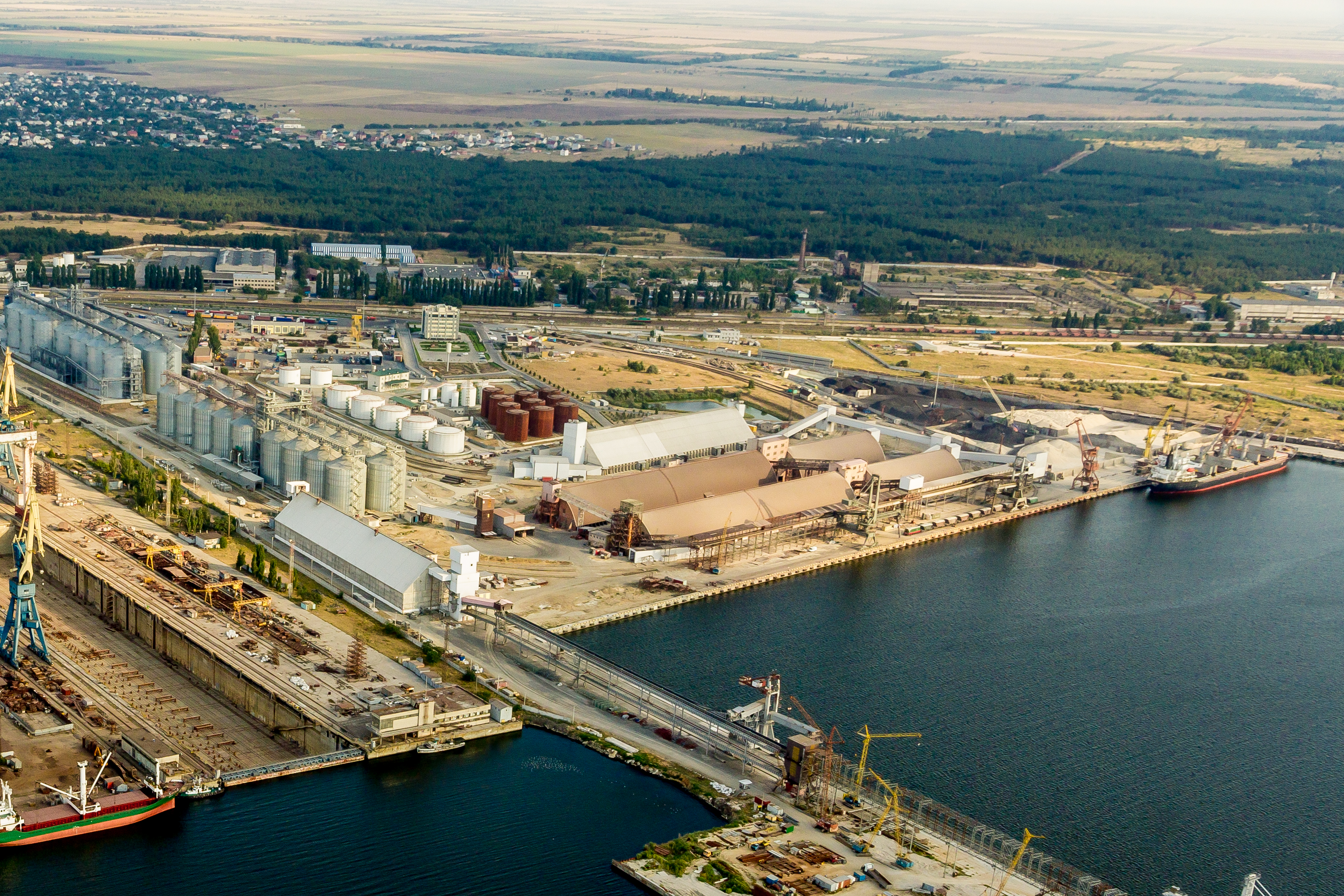

ТОВ «МСП Ніка-Тера» розташований на лівому березі Бузького лиману в 34 милях від моря.
У порт веде Бузько-Дніпровсько-лиманський канал, що дозволяє проводити судно з оголошеною осадкою до 10,3 м цілодобово протягом року без припинення навігації взимку.
У льодових умовах проводка суден здійснюється караванами.

## Історія
У 1995 році в Миколаєві було засновано Закрите акціонерне товариство «Миколаївський калійний термінал», яке згодом було реорганізовано в Товариство з обмеженою відповідальністю «Морський спеціалізований порт Ніка-Тера».

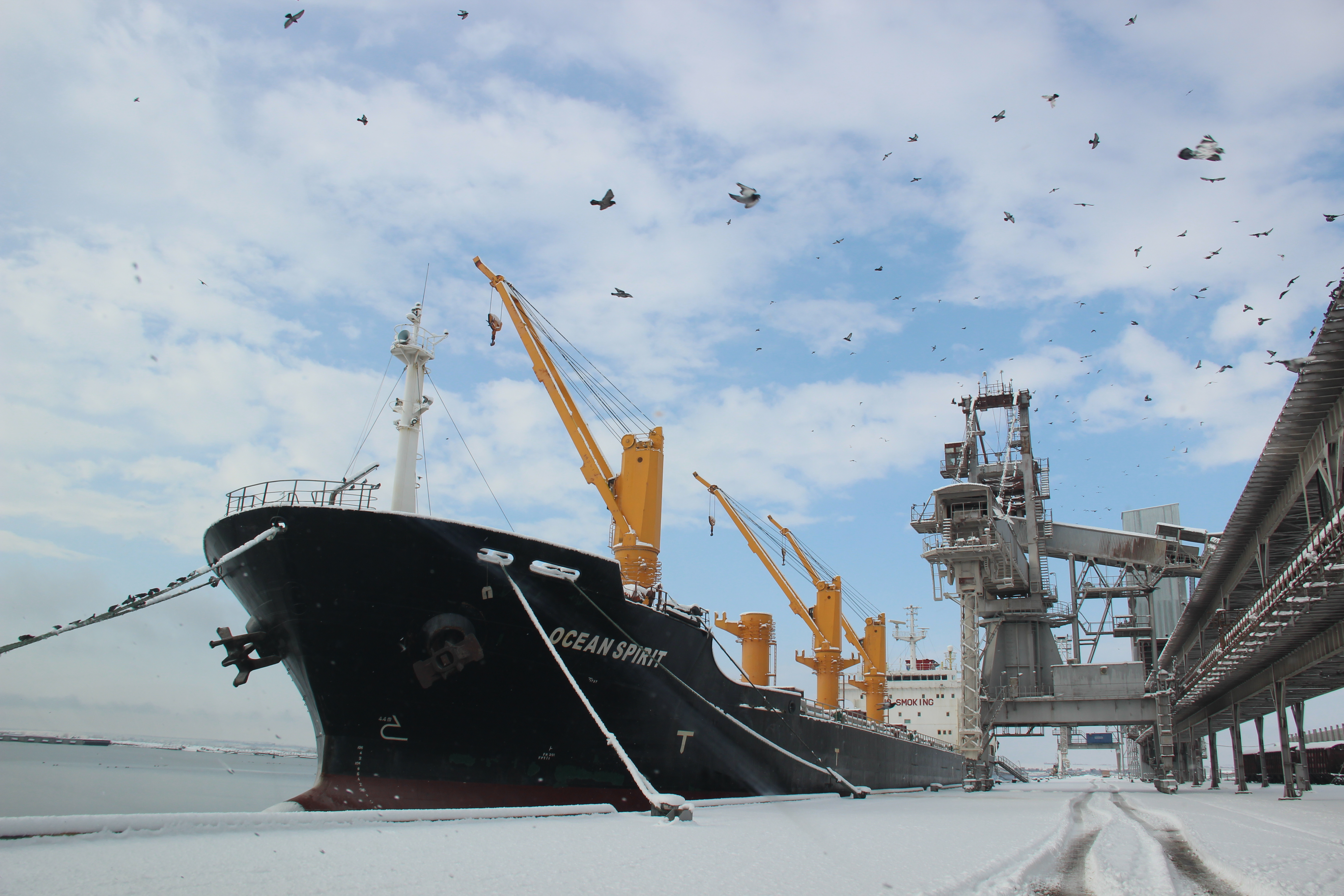

Для створення терміналу була обрана неосвоєна заболочена територія поруч із залізничною станцією «Жовтнева». На той час станція була недозавантажена і у неї були вільні потужності.
20 вересня 2002 року після першого випробування терміналу фахівці врахували виявлені недоліки, усунули їх, після чого відбулося офіційне відкриття «Миколаївського калійного терміналу».
У 2007 році внаслідок реорганізації, згідно з рішенням засновників, ЗАТ перетворено в ТОВ «МСП НІКА-ТЕРА». Це перший в Україні приватний термінал, який був побудований на порожньому місці без участі державних інвестицій.
У 2016 році морський порт «Ніка-Тера» завершив проект з будівництва власної залізничної інфраструктури. Проект був реалізований в рамках комплексної Програми по збільшенню пропускної спроможності терміналу. Компанія побудувала і здала в експлуатацію 9 додаткових залізничних колій, довжиною більше 3 км, 15 стрілочних переводів та новий спеціальний ваговий комплекс.
У 2017 році був введений (крім трьох вантажних районів) в експлуатацію новий вантажний район (№ 4), спеціалізацією якого стала виключно перевалка наливних вантажів, а саме рослинної олії соняшнику та інших культур, таких як ріпак і соя.
У квітні 2019 року на базі порту запустили високотехнологічне виробництво виробів з композиційних матеріалів, призначених для промислового і цивільного будівництва. Інвестиції становили 22 млн грн. Продукція призначена для власних потреб порту та для реалізації на ринку.
Виробництво продукції організовано на одному з виробничих ділянок порту «НІКА-ТЕРА». Підприємство виробляє як стандартизовані вироби, такі як покрівельний лист, сходи, відбійники, поручні, куточки та інші вироби. Виробнича потужність ділянки стеклокомпозитних профілів становить 1000 тонн на рік, а по литтю — 750 тонн в рік.

### Російсько-українська війна
4 червня 2022 року російські загарбники обстріляли територію порту, сталась масштабна пожежа внаслідок якої вщент вигоріло складське приміщення з зерновим шротом

## Характеристики
В порту працює понад 1300 співробітників.
Оснащений 7 причалами загальною довжиною близько 1600 метрів з глибинами від 10,5 до 11,75 метрів.
Вантажно-розвантажувальний комплекс порту «Ніка-Тера» складається з чотирьох спеціалізованих вантажних районів:
- перший вантажний район спеціалізується на зернових вантажах
- другий — на зернових вантажах і мінеральних добривах
- третій — на сипучих вантажах відкритого зберігання, наливних і тарно-штучних
- четвертий — виключно на наливних вантажах, рослинні олії соняшника та інших культур, таких як ріпак і соя.

Порт обладнаний 5-ма станціями розвантаження вагонів, 2-ма станціями розвантаження автомобілів.
Також в порту функціонує своя сертифікована зернова лабораторія.
На території порту розташовано 6 складів підлогового зберігання, з яких 5 складів використовуються під зернові культури, загальним обсягом одноразового зберігання до 125 тисяч тонн і 1 склад призначений для мінеральних добрив об'ємом 40 тисяч тонн.
Крім цього, порт має 18 силосів ємністю 160 тисяч тонн, склади відкритого зберігання для насипних вантажів із загальною місткістю близько 170 тисяч тонн в залежності від номенклатури вантажів (глина, вугілля, тріска, генеральні вантажі).
В олійноперевалочний комплекс входять три технологічних парки, що складаються з 18 резервуарів з обсягом одноразового роздільного або загального зберігання 33 тис. тонн.

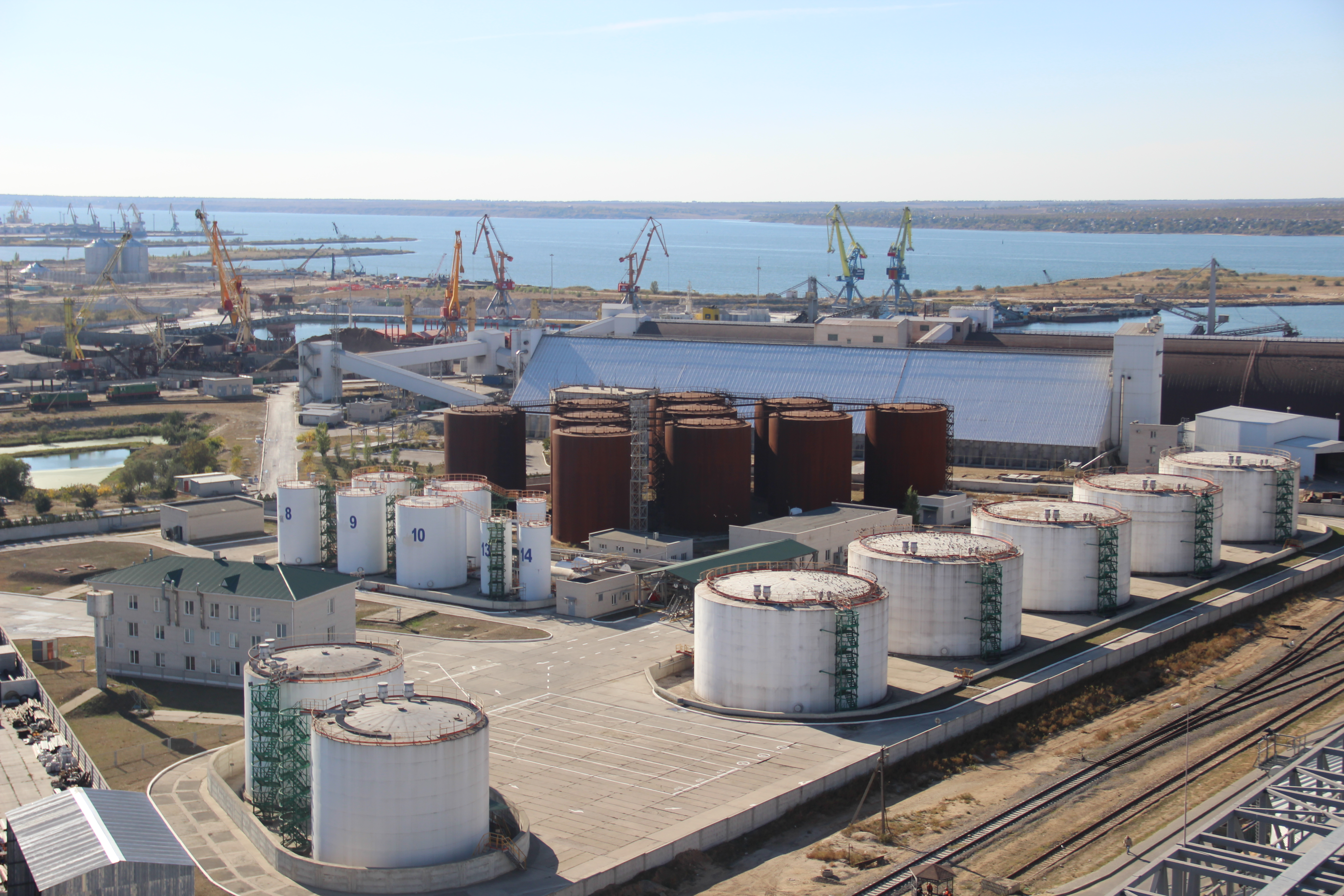
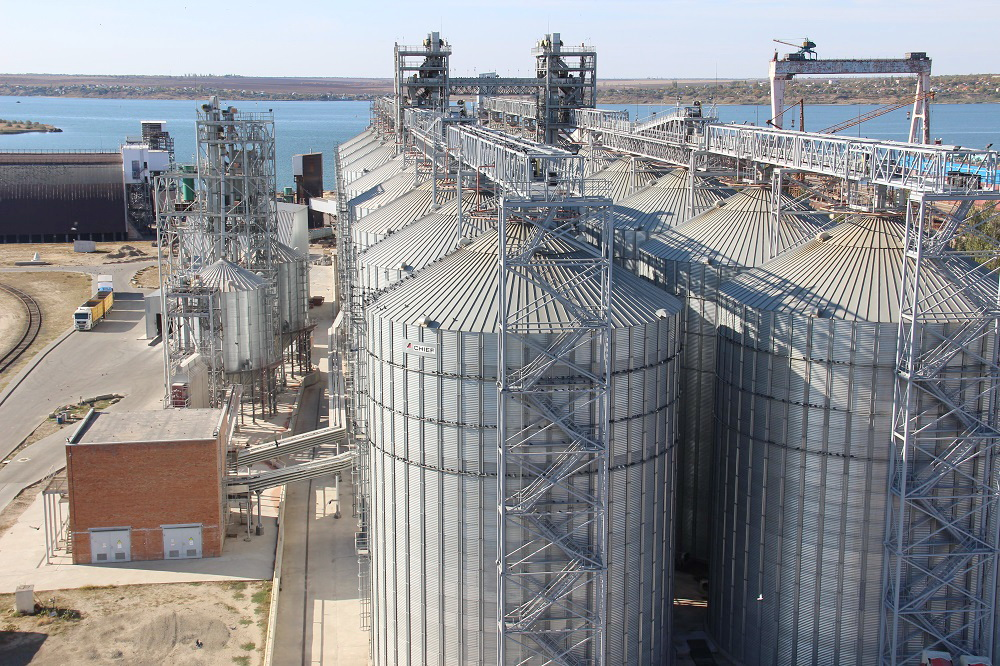
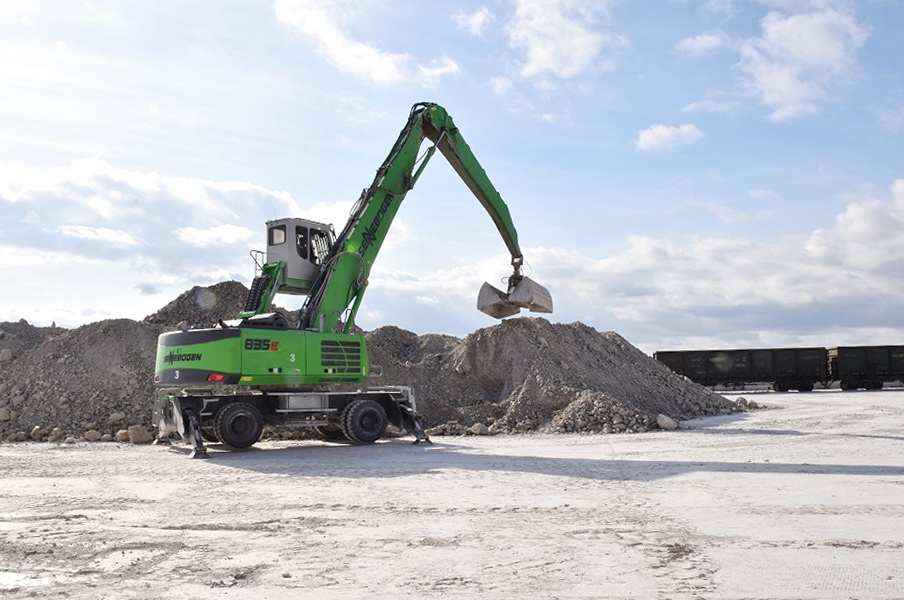
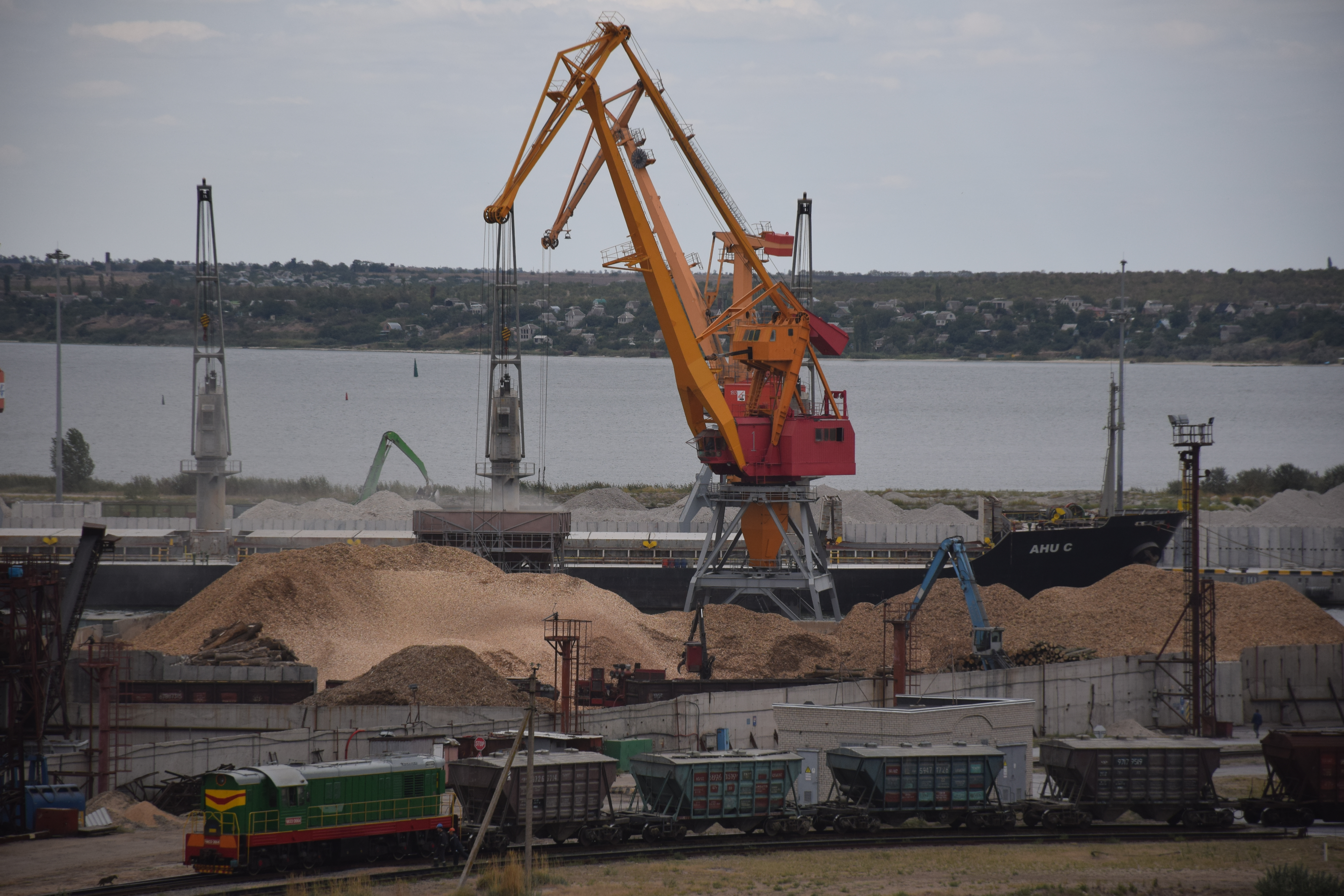
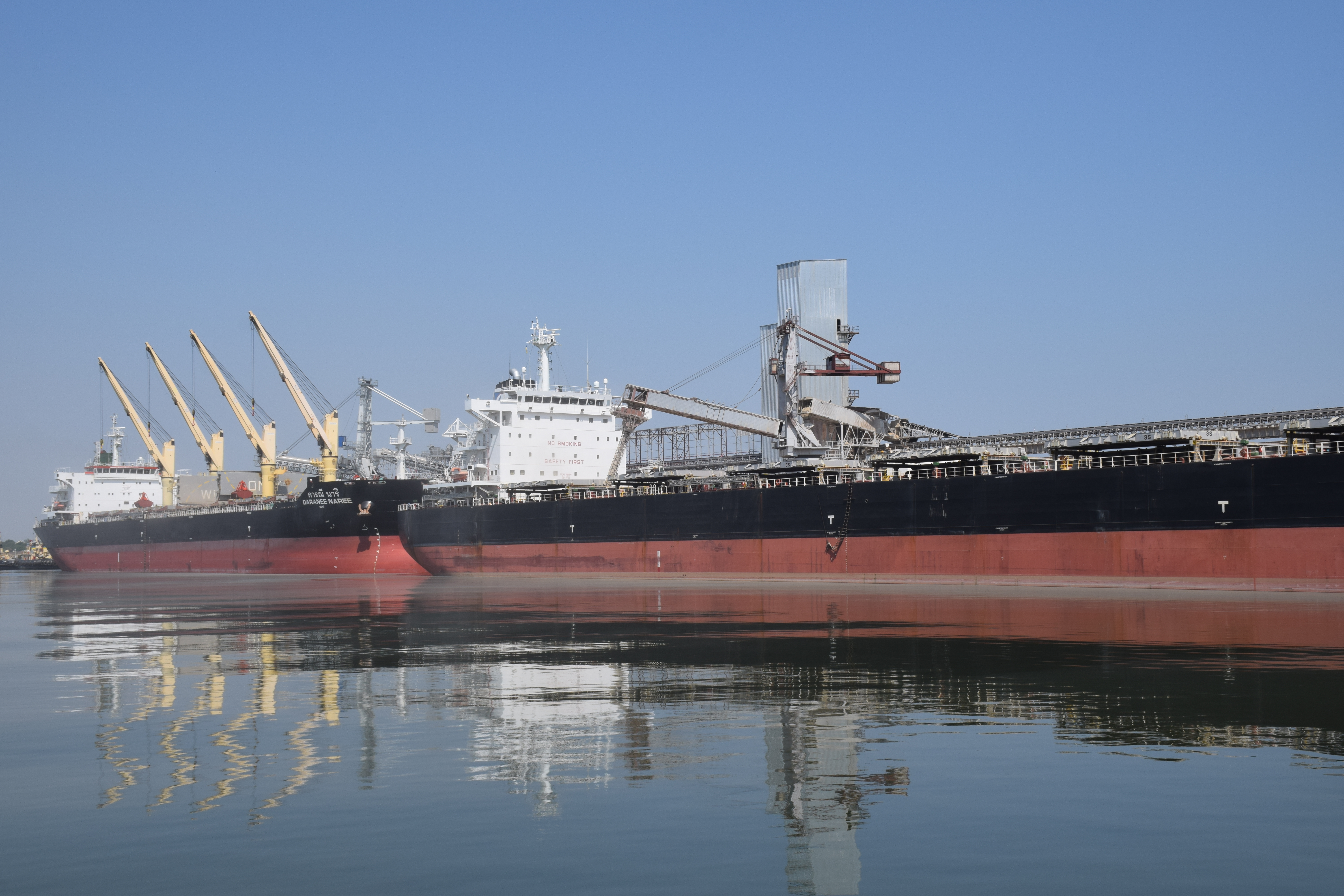

### Роботи та послуги
- транспортно-експедиторське обслуговування,
- складські операції з вантажами,
- перевалка на морський транспорт вантажів з інших видів транспорту та назад.

Морський термінал має можливість одночасно завантажувати зерновими 3 судна довжиною до 230 м, використовуючи 3 навантажувальних машини
продуктивністю до 1500 т на годину.
«Ніка-Тера» надає послугу завантаження мультикультурних суден, а саме навантаження трьох культур одночасно в одне судно.

### Термінали
- Термінал генеральних вантажів
- Термінал добрив навалом
- Зерновий термінал
- Олійний термінал

### Вантажі
- калій хлористий,
- сульфат амонію,
- карбамід,
- добрива складні мінеральні NPK 15-15-15,
- добрива складні мінеральні NPK 16-16-16
- вапняна селітра,
- аміачна селітра,
- діаммоній фосфат,
- аміачна селітра пориста (біг-бег),
- сульфат калію (біг-бег),
- пшениця[8],
- горох,
- ячмінь,
- кукурудза,
- соя,
- генеральні вантажі,
- олія.

У 2017 році «Морський спеціалізований порт Ніка-Тера» обробив 229 суден, переваливши 4,17 млн т вантажів, що майже на 4 % перевищує показник 2016 року. Зокрема, в 2017 році порт «Ніка-Тера» вперше почав працювати з горохом і за результатами року сумарно перевалив 53 % загального обсягу цієї культури серед усіх портів України, перевантаживши близько 170 тис. тонн гороху. Перевалка кукурудзи збільшилася на 14,7 %, склавши 1,3 млн тонн.

## Соціальна відповідальність

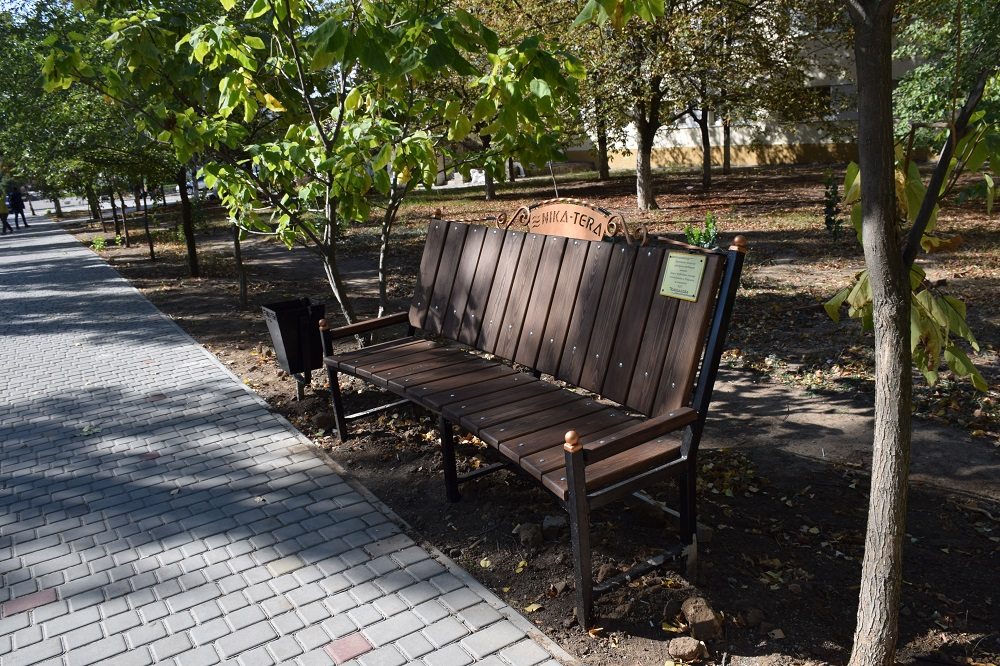
Фірмові лавки для городян міста

Морський спеціалізований порт «Ніка-Тера» підписав договір про соціальне партнерство з Вищим професійним училищем суднобудування (ВПУС) м. Миколаєва.
Допомога училищу корабелів надається в рамках програми корпоративної соціальної відповідальності промислових підприємств Group DF, до якої, поряд із розвитком освіти та допомогою навчальним закладам, також входять проекти з підвищення рівня соціальних стандартів населених пунктів, в яких розташовані підприємства, розвиток регіонів та просування іміджу України за кордоном.
16 березня 2018 року порт «Ніка-Тера» (ТОВ «МСП Ніка-Тера» входить в Group DF) став переможцем регіонального конкурсу «Благодійна Миколаївщина — 2017» в рамках національного конкурсу «Благодійна Україна» та отримав унікальну нагороду за «Регіональну благодійність».

## Галерея

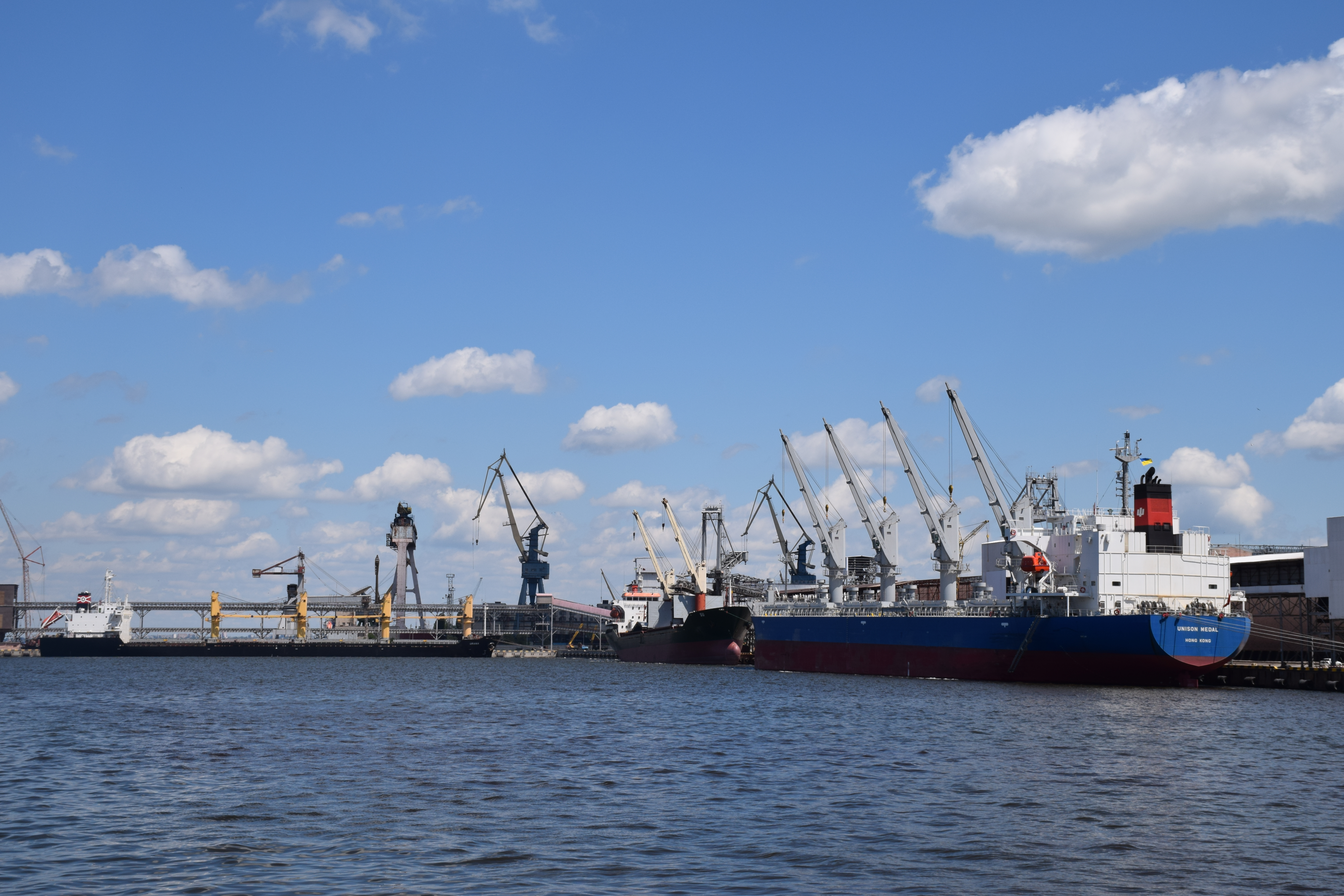
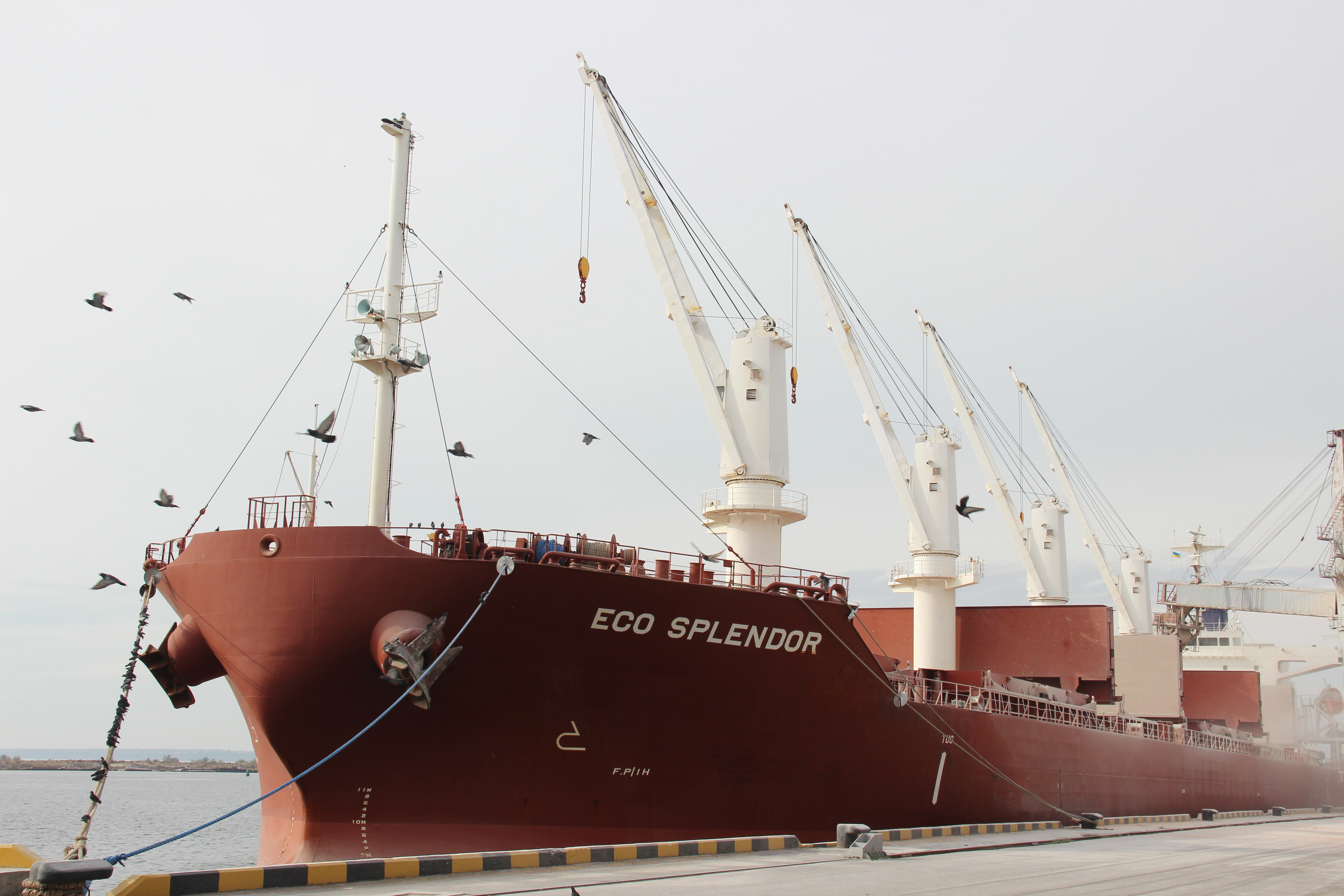
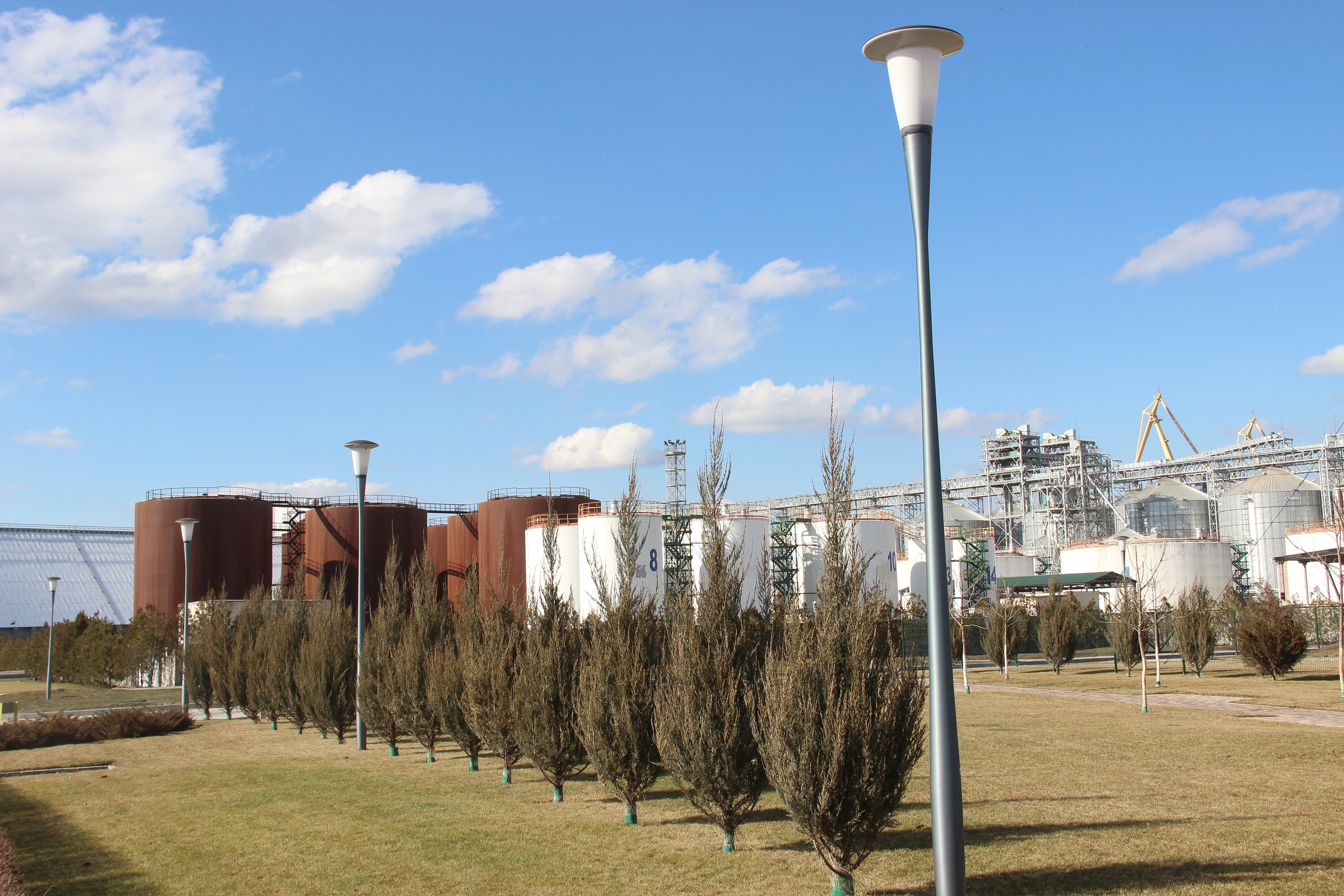
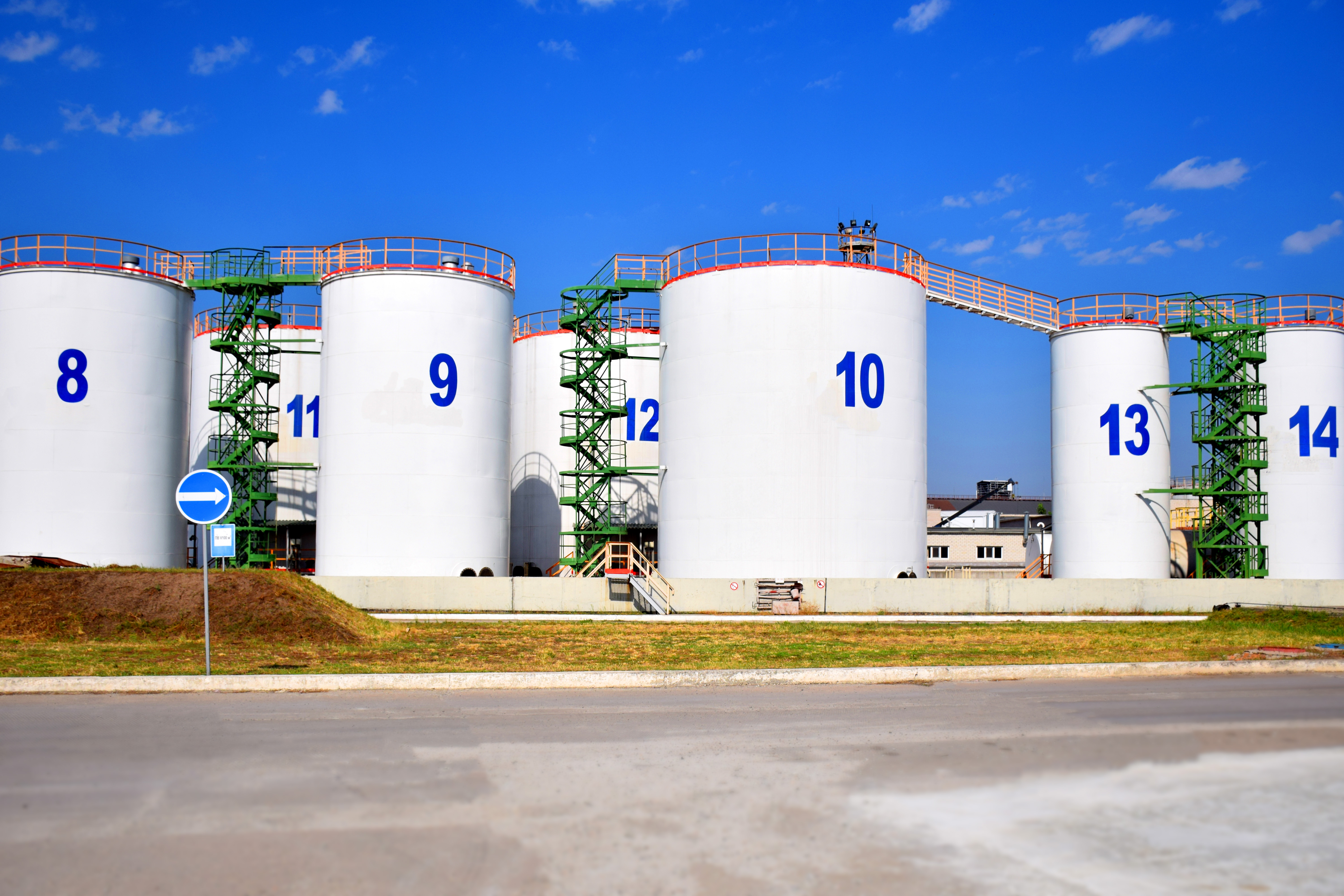
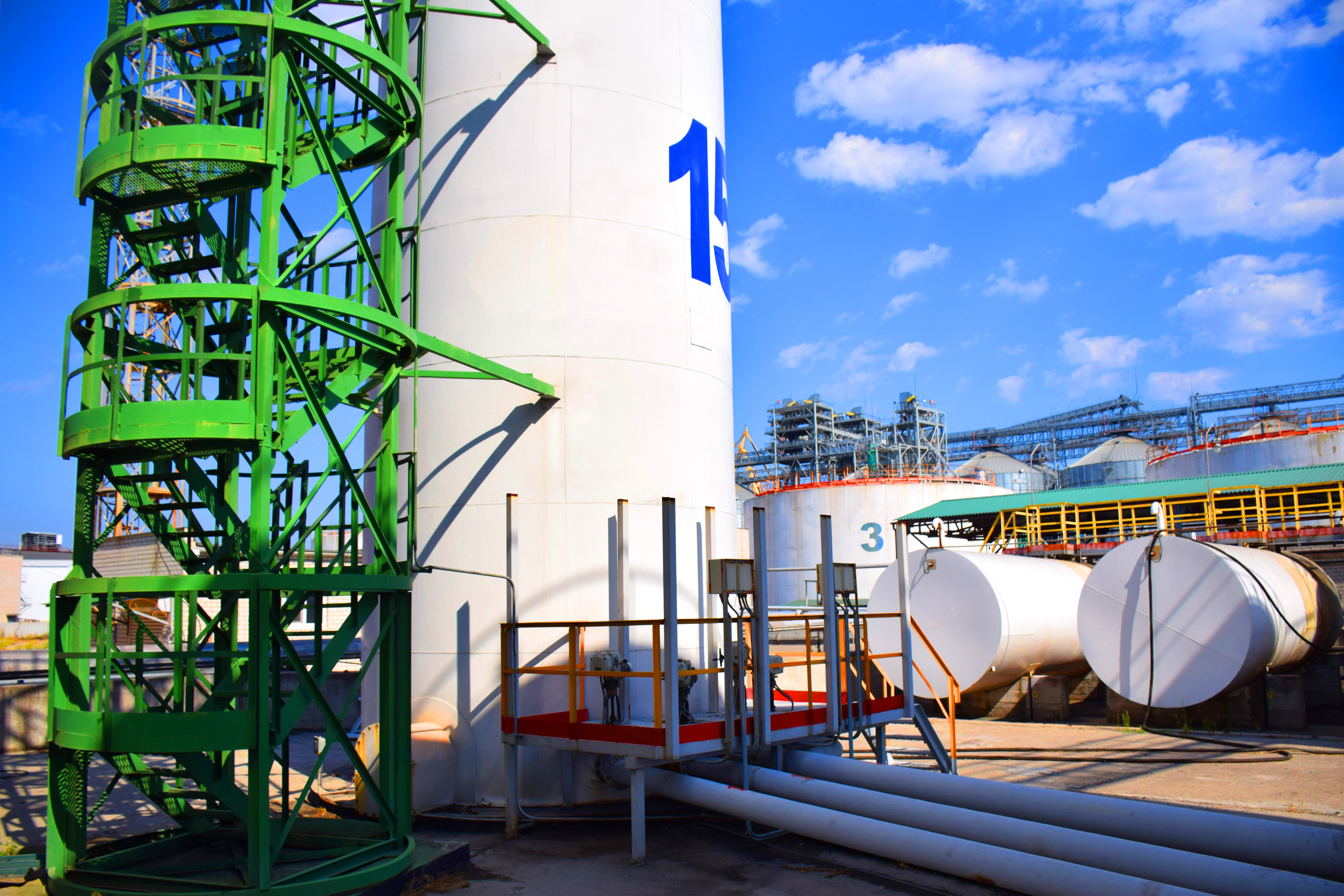
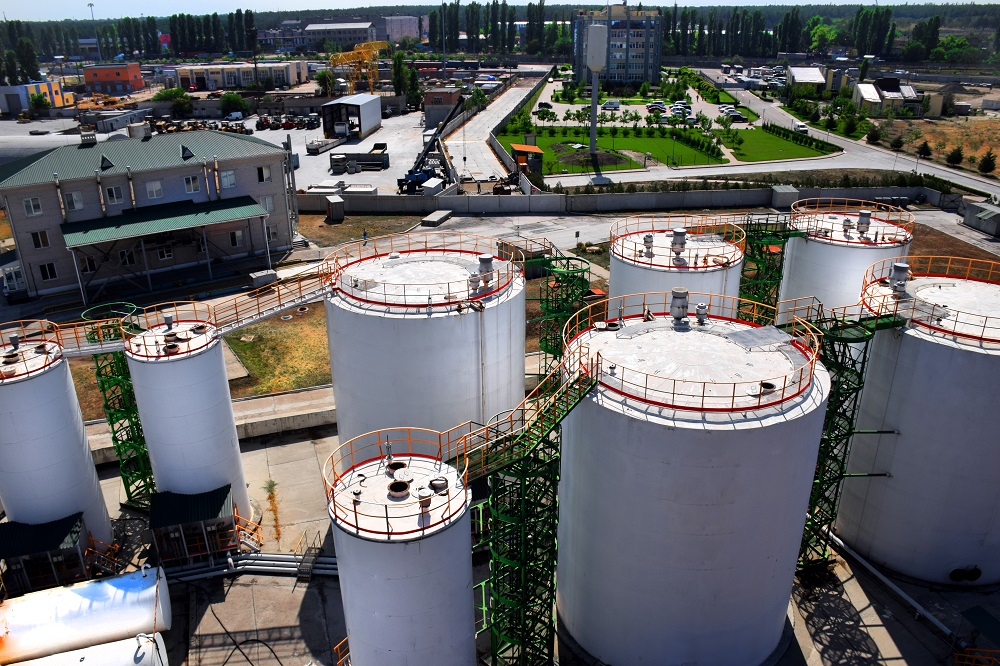